# وادي لندش (الوضيع)

تعديل مصدري - تعديل

وادي لندش هي إحدى قرى عزلة  الوضيع بمديرية الوضيع التابعة لمحافظة أبين، بلغ تعداد سكانها 50 نسمة حسب تعداد اليمن لعام 2004.